# 克里斯提·馬修森
克里斯多福·馬修森（英語：Christopher Mathewson，1880年8月12日—1925年10月7日），暱稱克里斯提·馬修森（Christy Mathewson），前美國職業棒球大聯盟的右投手，生涯主要效力紐約巨人，末期曾短暫待過紅人隊。生涯投過兩場無安打比賽，拿過兩次三冠王，生涯373勝是歷史第三的成績，從1903年～1914年都投出20勝以上的佳績至今仍是大聯盟紀錄，是史上最有統治力的右投手之一，在許多項目都名列前10名，如勝投、完封、防禦率等。
他至今仍然是大聯盟史上唯一一個在一次世界大賽中投出三場完封勝的投手（1905年），他另外在1913年的世界大賽投出一場10局的完封勝，使他目前單獨保持著生涯在世界大賽四場完封勝的大聯盟紀錄，這四場比賽的對手都是費城運動家隊。退休後，他曾在紅人當過教練，隨後在1919年世界大賽中，一名芝加哥的記者Hugh Fullerton邀請馬修森作為紅人隊的代表來檢視這次世界大賽的異常行為，並諮詢關於球員賭博的情形，最後促成了黑襪醜聞的曝光。
他在1936年成為第一批獲選進入棒球名人堂的球員。馬修森曾參加第一次世界大戰，並於1925年死於結核病。

## 外部連結
- 球員資訊和成績在MLB ，ESPN ，Retrosheet ，Baseball Reference ，Baseball Reference (Minors) ，Fangraphs ，The Baseball Cube （英文）